# 金城 (水产部副部长)
金城（1906年—1975年），河北省饶阳县人。中华人民共和国政治人物。中华人民共和国水产部副部长。

## 生平
1925年参加革命，同年加入中国共产党。在天津从事党的地下工作，历任党支部书记、区委书记、天津市委组织部长。
抗日战争，担任中共冀中三地委军事部长，十地委组织部部长，七地委书记、八地委书记，1945年初任冀中区党委副书记兼冀中军区副政委。华北人民政府党组成员、副秘书长。
中华人民共和国成立后，历任中共河北省委宣传部长，后升任河北省人民政府副主席，中华人民共和国水产部部长助理、中华人民共和国水产部副部长，1958年下放到河南省，任郑州市副市长。1965年当选为中共郑州市第三届委员会委员。因病于1975年逝世，终年六十九岁。1978年11月29日在郑州的河南省革命委员会礼堂举行原国家水产部副部长、中共郑州市第三届委员会委员、郑州市副市长金城的追悼会。中共河南省委副书记、省革委会副主任、金城同志治丧委员会主任刘鸿文主持追悼会，中共郑州市委第一书记、市革委会主任于一川致悼词。